# AGM-78 Standard ARM

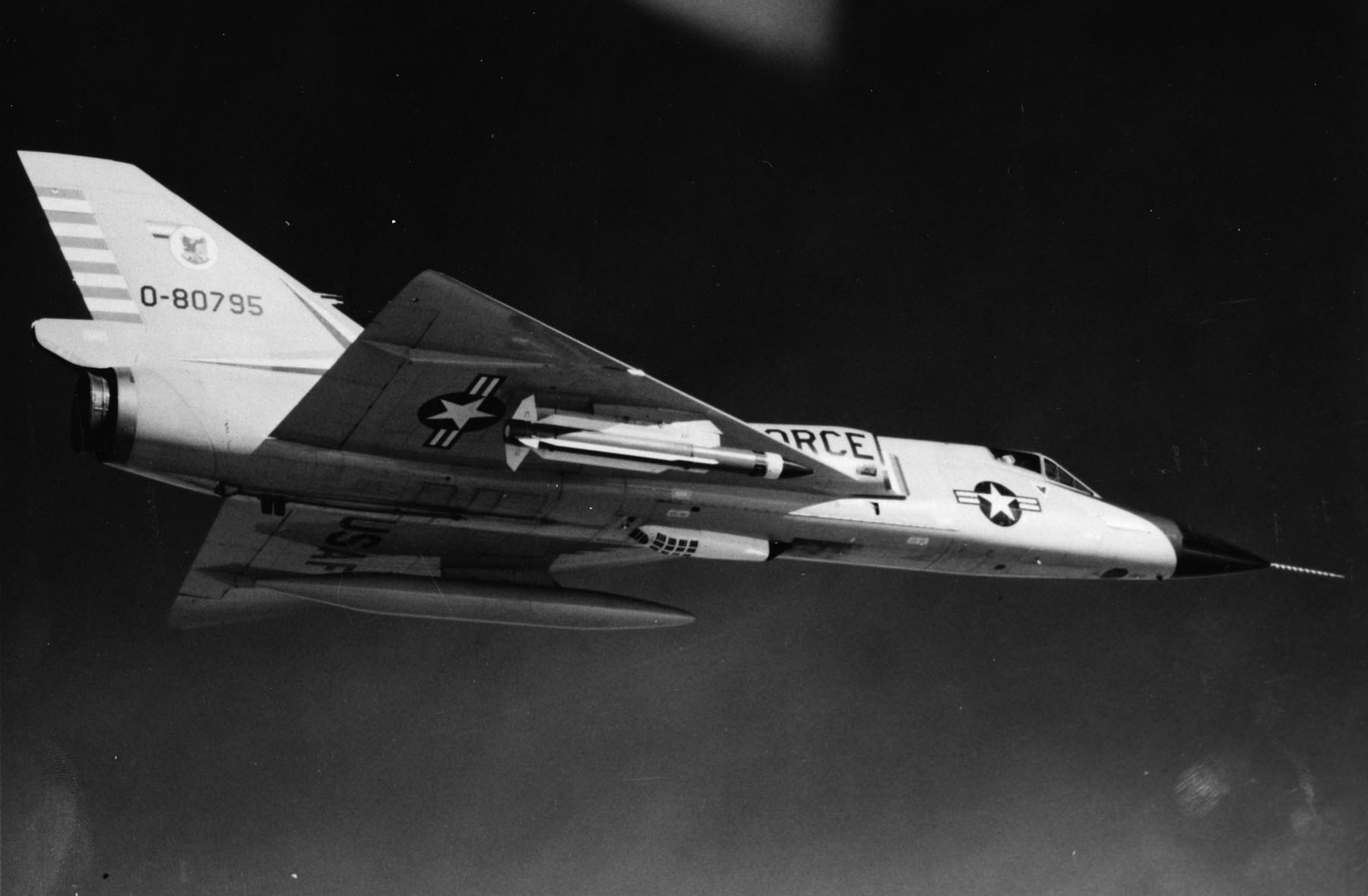
AGM-78 montato sotto l'ala destra di un Convair F-106A-100-CO dell'Air Defense Weapons Center, Tyndall Air Force Base.

L'AGM-78 Standard ARM è un missile antiradar. Era la versione antiradar dello Standard SAM, per cui era tre volte più pesante dello AGM-45 Shrike, circa 600 kg, utilizzato su distanze maggiori.
La testa di ricerca nella versione iniziale era la stessa del predecessore e così aveva anche gli stessi limiti. Nel modello B venne dotato di circuito di memoria ed altre migliorie. Sebbene capace di gittate di 40-110 km, esso era lontano dall'essere un'arma ideale, con una gestione complessa richiedente aerei specifici, quali gli F-105G (gli F-105F non potevano usare che gli Strike), pesante e con un circuito di memoria men che soddisfacente. Ecco perché venne prodotto in pochi esemplari (1000, più probabilmente 3000) e non sostituì mai lo Shrike, limitato ma semplice.
Il suo impiego più efficace nelle missioni SEAD avvenne non durante la Guerra del Vietnam, dove iniziò ad operare dal 1968, ma in Libano, durante la guerra del 1982, in cui i numerosissimi SAM siriani della valle della Bekaa, ben 19 batterie di cui 15 di SA-6 Gainful, vennero distrutte senza perdite dall'aviazione israeliana, che nell'operazione usò prima dei velivoli teleguidati per simulare aerei in arrivo, poi sparò dei missili Standard ai radar delle batterie missilistiche e infine distrusse i veicoli di lancio con altre armi, come rivincita sanguinosa per le dure perdite subite nel 1973 dai SAM arabi. In tale contesto, l'HHA utilizzò parte dei 300 missili Standard ARM ceduti dagli USA con il nome di 'purple fist'.